# منظمات خدمات الطفل والأسرة
منظمات خدمات الطفل والأسرة، هي مجموعة من المنظمة الحكومية، أو المنظمات الخاصة غير الربحية التي تهدف إلى تحسين رفاهية الأفراد الذين أتوا من خلفيات بيئية أو بيولوجية متردية. يسمح للأشخاص الذين ليس لديهم موارد أخرى في اللجوء إلى المساكن التي توفرها هذه المنظمات. يأتي الأطفال الذين تشملهم خدمات المنظمات من منازل سيئة أو مهملة أو يعيشون في مجتمعات فقيرة وخطيرة للغاية. إضافة لذلك هناك وكالات تلبي احتياجات الأشخاص الذين يعانون من قصور أو أمراض بيولوجية.
تأتي الأسر التي تأمل في حياة مستقرة إلى منظمات غير ربحية أملًا في تحقيق مستقبل أفضل لها وأطفالها. وتلبي هذه المنظمات العديد من هذه الاحتياجات، يمنح التفويض القانوني للمنظمة من خلال المحاكم المختصة عن طريق وكالة حكومية لحماية الأطفال، أو قد تكون طوعية في بعض الأحيان، أما الحالات التي تصبح فيها خدمات المنظمة إلزامية هي:
- حالات العنف المنزلي
- الإهمال أو سوء المعاملة المنزلية
- الجو السلبي المستمر بين أفراد الأسرة والذي يمكن أن يؤدي إلى سلوك عنيف ويشمل ذلك:
- حالات الاعتداء الجسدي
- سوء المعاملة العاطفية
- حالات العنف الجنسي

## لمحة تاريخية
تميز تاريخ التعامل الحكومي مع إساءة معاملة الأطفال وإهمالهم في الولايات المتحدة بالسعي لتحقيق مهمتين:
التركيز على إنقاذ الأطفال من الأسر المسيئة أو المهملة من جهة، والجهود المبذولة لدعم تلك الأسر والحفاظ عليها من جهة أخرى.

### القرنين الثامن عشر والتاسع عشر
يستند الأساس القانوني للجهود المبذولة لحماية الأطفال المحتاجين في عصر الاستعمار إلى قانون الفقراء الإنجليزي الصادر عام 1601. يضع هذا القانون المسؤولية العامة عن الفقراء في أيدي سكان المدينة المحليين. لم يُحاسب القانون الآباء على إساءة معاملة أطفالهم، بل ركز اهتمامه على دعم قادة المجتمع والمتبرعين والمصلحين الاجتماعيين الذين كانوا يقفون ضد إساءة معاملة الأطفال وإهمالهم، خصوصًا أطفال الأسر الأكثر فقرًا والأيتام والمشردين.

#### القرن العشرين
أرسل الأطفال المحتاجون للعناية خلال معظم القرن التاسع عشر إلى مؤسسات تديرها منظمات خيرية خاصة. أرسل العديد من هؤلاء الأطفال الفقراء أو المشردين للعيش في بيوت صغيرة ضمن منشآت بُنيت في العديد من المدن الكبيرة لإيواء الفقراء من جميع الأعمار. وفَّرت هذه المنشآت الحد الأدنى من الرعاية للأطفال الأيتام والمحتاجين، والبالغين الفقراء أو المجانين أو المرضى.
شهد النصف الثاني من القرن العشرين انتقادات متزايدة للتأثيرات التي أحدثتها هذه البيوت غير الصحية على الأطفال، خاصة الصغار منهم، والذين عانوا من معدلات وفيات مرتفعة هناك. نتيجة لذلك بدأت الجمعيات الخيرية الخاصة والجماعات الدينية في إنشاء دور للأيتام أو دور رعاية للأطفال، بهدف فصل الأطفال المحتاجين عن البالغين، وحمايتهم من الأمراض وسوء المعاملة. كان الكثير من الآباء يفقدون الحق في حضانة أطفالهم لأن المنظمات الخاصة كانت قادرة على إثبات أنها ستكون قادرة على رعاية الأطفال المحتاجين بشكل أفضل من آبائهم. لكن ذلك خلق شعورًا لدى الأطفال بالانفصال عن آبائهم لأنهم عاشوا وترعرعوا مع أسر أخرى.

### التطوير
تطورت الخدمات التي تقدمها منظمات الطفل والأسرة بشكل كبير خلال القرون القليلة الماضية. قُدمت العديد من أشكال المساعدة للأطفال والأسر المحتاجة في جميع أنحاء المجتمع الأمريكي، أما اليوم فلدينا العديد من الوكالات والمنظمات المختلفة للمساعدة في دعم الأطفال وأسرهم. ومع ذلك مازال الكثير من الناس يعتمدون على النظام الاجتماعي والديني للحصول على الدعم خلال الأوقات العصيبة التي يمرون بها.
أصبح النظام الرسمي الذي يستجيب المجتمع من خلاله لإساءة معاملة الطفل وإهماله، قانونًا حكوميًا اليوم، إذ تقع المسؤولية الأولى عن حماية الطفل على عاتق وكالة خدمات حماية الطفل العامة، والتي تتلقى تقارير عن إساءة معاملة الأطفال، وتحقق فيها وترد عليها. ترتبط هذه الوكالات عادة بإدارات رعاية الطفل ذات المسؤوليات الأوسع كالحضانة والتبني، في هذه المرحلة يفقد الوالدان حقهما في رعاية أطفالهما لأنهما يعتبران أبوين غير صالحين. ومن المخالف للقانون عدم الإبلاغ عن إساءة معاملة الأطفال إذا كان ذلك واضحًا، لا يدرك العديد من الآباء أنهم مرشحون لفقدان أطفالهم لصالح الوكالات الحكومية بسبب مشكلاتهم المتنوعة كالفقر، أو الاضطرابات العقلية، أو الإهمال الذي يؤدي إلى إساءة معاملة الطفل.

## استراتيجيات الأسر المكونة من جيلين
تشير البيانات الإحصائية إلى أنه في الولايات المتحدة يعيش نصف الأطفال تقريبًا في أسر منخفضة الدخل. تشير الأبحاث إلى وجود صلة مؤكدة بين الوضع المادي للوالدَين، والوضع العاطفي والجسدي والاقتصادي للطفل، إضافة إلى ارتباطه الوثيق بالنجاح التربوي والعمل المستقبلي للطفل. على الرغم من هذه الصلات المؤكدة فإن العديد من المنظمات الخدمية مُصممة لمساعدة الأسر ذات الدخل المنخفض بحيث تستهدف إما الوالد أو الطفل. وبالمقابل تسعى برامج الأسرة المكونة من جيلين لمساعدة الآباء والأطفال ذوي الدخل المنخفض في وقت واحد، ما يضع الأسرة بأكملها على طريق النجاح.
يهدف هذا البرنامج الخدمي إلى إنهاء دورة الفقر بين الأجيال عن طريق نقل الأسر إلى وضع اقتصادي مستقر وآمن من خلال التعليم، وتدريب القوى العاملة، وخدمات الدعم الأخرى ذات الصلة. على الرغم من اختلاف استراتيجيات برامج دعم الأسر من جيلين، لديها جميعًا ثلاثة أهداف رئيسية: التعليم والتدريب الوظيفي للآباء والأمهات، ما يؤدي إلى دعم الأسرة، التعليم المناسب عالي الجودة في مرحلة الطفولة المبكرة للأبناء، وخدمات دعم الأسرة.

## رعاية الأطفال في الولايات المتحدة
تشير الأبحاث إلى أن رعاية الأطفال هي عنصر حاسم في المجتمعات الصالحة للعيش بالنسبة للعديد من الأسر في المناطق الحضرية والضواحي والقرى، وأن سياسات التخطيط المحلية يمكن أن تلعب دورًا هامًا في ضمان رعاية كافية للطفل.
تشير الدراسات إلى أن الأسر تدفع جزءًا كبيرًا من مواردها مقابل رعاية الطفل. زادت تكلفة رعاية الطفل بين عامي 2010–2011 بنحو ثمانية أضعاف في الولايات المتحدة. تتراوح تكلفة رعاية طفل بعمر 4 سنوات في مركز مختص من 4300 دولار في ميسيسيبي، إلى 12350 دولارًا في ماساتشوستس. تأثرت الأسر ذات الدخل المنخفض بشكل غير متناسب مع مواردها بهذه الزيادات في تكاليف رعاية الطفل، إذ لم تتلق الأسر العاملة الفقيرة أية مساعدة لرعاية الأطفال حتى تتمكن من الاستمرار في العمل ورعاية أطفالها في نفس الوقت، لم تحصل على دعم من صندوق رعاية الطفل إلا نحو 12-15% من الأسر المستحقة في الفترة الممتدة بين عامي 1998–1999.

## التقدُّم
فرضت التغييرات التي حدثت في أواخر القرن التاسع عشر، من تحضُّر وصناعة وهجرة من الأرياف، على الأسر الفقيرة وأسر الطبقة العاملة التزامات إضافية، لأنها تركت الكثير من الأطفال دون مراقبة ورعاية.
وضعت الأجندات التقدمية للإصلاح الاجتماعي في السنوات الأولى من القرن العشرين، واعتمد نهج مساعدة الآباء على رعاية أطفالهم على نطاق واسع في الولايات المتحدة، ونصت السياسة الجديدة على أنه «لا ينبغي إبعاد أي طفل عن منزله، ما لم يكن من المستحيل بناء ظروف أسرية أو دعم موارد الأسرة لجعل المنزل آمنًا للطفل من كل النواحي».